# 강구진
강구진(姜求眞, 1942년 2월 1일~1984년 4월 6일)은 대한민국의 법학자이다.

## 생애
1942년에 서울에서 태어났다. 한국 전쟁 때 아버지를 잃고, 동생 강구철과 편모 슬하에서 자랐다. 1960년에 서울대학교 법과대학에 수석으로 입학한 뒤, 1963년에 제1회 사법시험에 합격하였다. 이후 동 대학 사법대학원에서 석사학위를 받고, 1966년부터 1969년에 걸쳐 미국 하버드 로스쿨에서 법학석사(LL.M.) 및 법률과학박사(S.J.D.) 학위를 받았다.
귀국하여 1969년부터 서울대학교 사법대학원과 명지대학교 등에서 강의하면서 서울민사지방법원 등의 판사로도 활동했다. 1975년에는 서울법대 조교수로 임명되었고, 1981년에는 부교수가 되었으나, 1984년에 교통사고로 인해 사망했다.

## 사상
강구진은 당시의 사회를 법만능주의와 법을 경시하는 시각이 풍미하고 있다고 분석하고, 이에 대한 비판과 개선점을 찾고자 했다. 그러한 선상에서 한국사회에서 법의 기능과 함께 이를 저해하는 요소를 분석하고, 해결책을 제시하였다.
또한 북한의 법과 공산주의 법에 대하여 다른 학자에 비하여 일찍 연구를 시작한 선구적인 업적을 남겼으며, 대한민국 형법 뿐만 아니라 북한 형법의 연구에서도 여러 저작을 남겼다. 이외에도 형법이론이나 미국의 법학 및 법제도에 대하여도 연구하여 저작을 남겼다.

## 주요 저서
- 《객관적 법철학의 총정리》, 지학사, 1976년.
- 《북한법의 연구》, 박영사, 1976년.
- 《형사소송법원론》, 학연사, 1982년.
- 《형법각론 Ⅰ》, 박영사, 1983년.
- 《북한사회의 재인식》(공저: 양호민), 한올, 1987년

## 참고 문헌
- 최종고, 《한국의 법학자》, 서울대학교출판부, 2007년(초판 1989년).